# Télisás
A télisás (Cladium) a perjevirágúak (Poales) rendjébe sorolt palkafélék (Cyperaceae) családjának egyik nemzetsége.

## Származása, elterjedése
Fajai a mérsékelt égövben és a trópusokon is élnek. Magyarországon legismertebb faja az éles télisás (Cladium mariscus), amit éppen ezért többnyire egyszerűen csak télisásnak neveznek.

## Megjelenése, felépítése
Magassága tág határok közt változhat (néhány cm-től néhány m-ig). Szára hengeres vagy tompa háromszög metszetű. A füvekhez hasonlóan hosszú, szárölelő levelei a szár alsó részén és a virág alatt nőnek. Virága füzér.

## Életmódja, termőhelye
A legtöbb faj vízparton vagy sekély (legfeljebb fél méteres) vízben nő. Füzérvirágait a szél porozza be.